# ایزو ۱۰۹۹۳
ایزو ۱۰۹۹۳ (به انگلیسی: ISO 10993) شامل مجموعه‌ای استانداردها به منظور تست کردن، شناسایی و کمی کردن فرایند تخریب وسیله پزشکی و سایر ارزیابی‌های عمومی آن است. این استاندارد شامل ۲۱ بخش است که هر بخش آن به یکی از جنبه‌های ارزیابی بیووژیکی وسیله پزشکی می‌پردازد.
1. آنالیز ریسک
2. ملزومات نگهداری حیوانات برای تست‌ها ی حیوانی
3. بررسی DNA، سرطان زایی، تولید سموم
4. تماس با خون
5. سمیت in-vitro
6. عوارض جانبی بعد از ایمپلنت
7. باقی‌مانده EO
8. شناسایی و کمی سازی تخریب برای وسایل تخریب شونده
9. تحریک و حساسیت پوستی
10. سمیت وسیله
11. آماده‌سازی نمونه‌ها و روشهای مرجع
12. تخریب وسایل ساخته شده از مواد پلیمری
13. تخریب وسایل ساخته شده از مواد سرامیکی
14. تخریب وسایل ساخته شده از فلز
15. مطالعه سمیت وسیله برای وسایل تخریب پذیر و قابل شسته شدن
16. محدودیت برای مواد قابل شسته شدن
17. ویژگی‌های شیمیایی مواد
18. ویژگی‌های فیزیوشیمیایی، مورفولوژیکی و توپوگرافیک مواد
19. تست‌های خودایمنی وسیله پزشکی